# Contea di Tate
La contea di Tate ( in inglese Tate County ) è una contea dello Stato del Mississippi, negli Stati Uniti. La popolazione al censimento del 2000 era di 25 370 abitanti. Il capoluogo di contea è Senatobia.